# Besada (biskup koptyjski)
Besada (ur. 20 października 1945) – duchowny Koptyjskiego Kościoła Ortodoksyjnego, od 1980 biskup Achmim. 

## Życiorys
7 lipca 1974 złożył śluby zakonne. Święcenia kapłańskie przyjął 27 września 1975. Sakrę biskupią otrzymał 25 maja 1980.